# Ipweger Moor, Gellener Torfmöörte
Ipweger Moor, Gellener Torfmöörte este o arie protejată (arie specială de conservare — SAC, sit de importanță comunitară — SCI) din Germania întinsă pe o suprafață de 316 ha, integral pe uscat.

## Localizare
Centrul sitului Ipweger Moor, Gellener Torfmöörte este situat la coordonatele 53°13′01″N 8°20′01″E / 53.2169°N 8.3336°E.

## Înființare
Situl Ipweger Moor, Gellener Torfmöörte a fost declarat sit de importanță comunitară în iunie 2000 pentru a proteja 2 specii de animale. Situl a fost protejat și ca arie specială de conservare în decembrie 2018.

## Biodiversitate
Situată în ecoregiunea atlantică, aria protejată conține 7 habitate naturale: Lacuri eutrofice naturale cu vegetație de tip Magnopotamion sau Hydrocharition, Lacuri și iazuri distrofice naturale, Pajiști umede nord-atlantice cu Erica tetralix, Mlaștini oligotrofe degradate, capabile încă de regenerare naturală, Mlaștini turboase de tranziție și turbării mișcătoare, Depresiuni pe substraturi de turbă de Rhynchosporion, Mlaștini împădurite.
La baza desemnării sitului se află mai multe specii protejate:
- mamifere (1): liliac de iaz (Myotis dasycneme)
- nevertebrate (1): libelule (Leucorrhinia pectoralis)

Pe lângă speciile protejate, pe teritoriul sitului au mai fost identificate 1 specie de plante, 1 specie de amfibieni.